# Utilizzatore finale
Utilizzatore finale, o anche utente finale, è un'espressione mutuata dal linguaggio dell'elaborazione elettronica dei dati (end user in lingua inglese) con cui si indica colui che, nel processo che va dalla progettazione e produzione di un determinato prodotto o servizio, si trova al termine della catena produzione-commercio-utilizzo, cioè colui che (persona o azienda commerciale) è il destinatario finale dell'oggetto in questione e che ne beneficia dell'uso.

## Differenze
L'espressione "utilizzatore finale" viene usata in contrapposizione a chi (in genere aziende) mantiene il prodotto (nel senso di effettuare una manutenzione), come sysop, sistemisti, database administrator, o tecnici. L'utilizzatore finale in genere non è in possesso dei requisiti tecnici e/o della preparazione tecnica del progettista del prodotto, un fatto che è facile da dimenticare o sottovalutare da parte dei progettisti, portando a caratteristiche del prodotto che rendono il cliente insoddisfatto.  Nella tecnologia dell'informazione, gli utenti finali non sono i clienti in senso stretto, ma sono molto spesso personale alle dipendenze del cliente.

### Altri usi dell'espressione
L'espressione "utilizzatore finale" si è estesa anche a campi diversi che non quello della elaborazione elettronica dei dati, con significato del tutto equivalente. È infatti entrata nell'uso comune come definizione coniata da Niccolò Ghedini, che, nel difendere Silvio Berlusconi dall'accusa di induzione e sfruttamento della prostituzione, definì quest'ultimo come colui che traeva vantaggi dalle azioni illecite altrui, ma senza essere per questo penalmente punibile.